# Лазарево (Толмачёвское сельское поселение)
Лазарево — деревня в Лихославльском районе Тверской области.

## География
Находится в центральной части Тверской области на расстоянии приблизительно 38 км на север по прямой от районного центра города Лихославль.

## История
Деревня была отмечена ещё на карте Менде, состояние местности на которой соответствует 1848 году. В 1859 году здесь было учтено 20 дворов, в 1884 — 31, в 1970 — 30, в 1997 — 25, в 2012 — 21. В советское время работали «Муравейник», «Красная заря» и совхоз «Лазаревский». До 2021 деревня входила в Толмачёвское сельское поселение Лихославльского района до его упразднения.

## Население
Численность населения: 134 человека (1859 год), 176 (1884), 37 (1970), 51 (1997), 7 (русские 29 %, карелы 71 %) в 2002 году, 0 в 2010.